# Quiriris
Os quiriris (ou kiriris) são um povo indígena brasileiro que habita o Nordeste do estado da Bahia, nos limites dos municípios de Ribeira do Pombal, Quijingue e Banzaê (Terra Indígena Kiriri) e à margem esquerda do médio rio São Francisco, nos limites de Muquém de São Francisco (Área Indígena Barra).

## Localização
A Terra Indígena Kiriri localiza-se no norte do estado da Bahia, nos municípios de Banzaê (95% da reserva ocupando 85% do município) e Quijingue (5% da reserva), em uma região de clima semiárido, relevo irregular e cursos d'água intermitentes em vista da baixa incidência pluviométrica.

## Língua
Os quiriris costumavam falar a língua quipeá, da família cariri, hoje apenas usando fragmentos da mesma ao lado do português. Segundo o World Atlas of Language Structures, era a única língua exclusivamente isolante nativa das Américas fora da pequena família wichí nativa da Argentina e da Bolívia.